# Bálint Vécsei
Bálint Vécsei (Miskolc, 13 de julio de 1993) es un futbolista húngaro que juega de centrocampista en el Paksi F. C. de la Nemzeti Bajnokság I.

## Trayectoria
Vécsei comenzó su carrera deportiva en el Budapest Honvéd en 2010, fichando en 2015 por el Bologna F. C. de la Serie A.
Tras su fichaje, fue cedido inmediatamente al U. S. Lecce, y al final de su cesión en el Lecce, se marchó prestado de nuevo, por dos temporadas, al F. C. Lugano de la Superliga de Suiza, que al final de su cesión lo terminó comprando, jugando entre 2018 y 2020 en el conjunto suizo, donde tuvo la oportunidad de disputar la Liga Europa de la UEFA.

### Ferencváros
En enero de 2020 fichó por el Ferencváros T. C. de la Nemzeti Bajnokság I, con el que consiguió ganar la liga, lo que les dio una plaza en la clasificación para la Liga de Campeones de la UEFA 2020-21, donde lograron superar todas las rondas, clasificándose, así, para la fase de grupos de la competición.
Dejó el club al finalizar la temporada 2022-23 después de tres años y medio en los que anotó ocho goles en los 119 partidos que disputó. Optó por seguir su carrera en Japón después de incorporarse al Vissel Kobe en septiembre. Participó en un par de encuentros de la J1 League, que acabaron ganando, y a final de año quedó libre al no ser renovado su contrato. Desde entonces estuvo tres meses sin equipo y a inicios de abril de 2024 fichó por el Paksi F. C.

## Selección nacional
Vécsei fue internacional sub-19 y sub-21 con la selección de fútbol de Hungría, antes de convertirse en internacional absoluto el 4 de junio de 2014, en un partido amistoso frente a la selección de fútbol de Albania.

## Clubes
| Club                  | País    | Año       |
| --------------------- | ------- | --------- |
| Budapest Honvéd       | Hungría | 2010-2015 |
| Bologna F. C.         | Italia  | 2015-2018 |
| U. S. Lecce (cedido)  | Italia  | 2015-2016 |
| F. C. Lugano (cedido) | Suiza   | 2016-2018 |
| F. C. Lugano          | Suiza   | 2018-2020 |
| Ferencváros T. C.     | Hungría | 2020-2023 |
| Vissel Kobe           | Japón   | 2023      |
| Paksi F. C.           | Hungría | 2024-     |

## Palmarés

### Títulos nacionales
| Título              | Club              | País    | Año  |
| ------------------- | ----------------- | ------- | ---- |
| Nemzeti Bajnokság I | Ferencváros T. C. | Hungría | 2020 |
| Nemzeti Bajnokság I | Ferencváros T. C. | Hungría | 2021 |
| Nemzeti Bajnokság I | Ferencváros T. C. | Hungría | 2022 |
| Copa de Hungría     | Ferencváros T. C. | Hungría | 2022 |
| Nemzeti Bajnokság I | Ferencváros T. C. | Hungría | 2023 |
| J1 League           | Vissel Kobe       | Japón   | 2023 |
| Copa de Hungría     | Paksi F. C.       | Hungría | 2024 |
| Copa de Hungría     | Paksi F. C.       | Hungría | 2025 |